# Station Kosów Lacki
Station Kosów Lacki is een spoorwegstation in de Poolse plaats Kosów Lacki.